# كلية سان إلديفونسو
كلية سان إلديفونسو الكبرى في ألكالا دي إيناريس (مجتمع مدريد، إسبانيا) تأسست عام 1499 على يد الكاردينال سيسنيروس، وكانت أصل جامعة ألكالا التاريخية.
تم إغلاقها ككلية في سبتمبر 1798.
حالياً، تُستخدم كمبنى رئاسة (رئاسة الجامعة) لجامعة ألكالا الجديدة.
هو المبنى الرئيسي لجامعة ألكالا وأبرز رمز لها. يُعتبر من أهم أعمال النهضة الإسبانية، وقد أُدرج كموقع تراث عالمي إلى جانب باقي المدينة التاريخية لألكالا دي هيناريس.
مراحل بناءه
تم بناء المبنى بمبادرة من الكاردينال سيسنيروس، في سياق إنشاء جامعة ألكالا التاريخية، بهدف أن يخدم أهداف الإصلاح التي كان يسعى إليها الكاردينال، وأن يحسّن تأهيل رجال الدين وأعضاء الكنيسة في ذلك العصر. تم وضع الحجر الأساسي في 14 مارس 1499، وفقًا للتصميم الذي أعدّه بيدرو دي غومييل.
من بين المباني، تم الانتهاء من كنيسة سان إيلدفونسو عام 1510، وكانت وظيفتها خدمة الكلية كمكان عبادة. في هذه الكنيسة مدفون كل من فرانسيسكو فاليس دي كوفارروبياس وإليو أنطونيو دي نيبريخا. كما تحتوي الكنيسة على نصب تذكاري غني للفنانين دومينيكو فانشيلي وبارتولومي أوردوينيث مكرس للكاردينال سيسنيروس، لكن النصب فارغ لأن الكاردينال مدفون في الكاتدرائية الرئيسية.
بدأت أعمال بناء "بارانيفو" عام 1516، وهو المكان الشهير عالميًا اليوم كموقع حفل تسليم جائزة سيرفانتس السنوي. قام جوتيريز دي كارديناس وبيدرو دي فيارويل بأعمال الجص، بينما تولى أندريس دي زامورا وبارتولومي أغيلار وبيدرو إزكويردو وهيرناندو دي ساهاجون أعمال النجارة.
بالنسبة لأسلوب المبنى، وُصف بأساليب مختلفة مثل "أسلوب سيسنيروس"، و"البلاتيريكو" أو "الانتقالي". تجمع الأعمال المعمارية بين أنماط مختلفة مثل القوطية المتأخرة، وعصر النهضة، بالإضافة إلى عناصر بناء وزخرفة من الطراز المودجار.
تم إنشاء ساحة رئيسية من الطوب، والتي استبدلت لاحقًا بساحة مشهورة اليوم تُعرف بساحة سانتو توماس دي فيلانويفا، التي بُنيت في القرن السابع عشر.
واجهة المبنى
تُعتبر الواجهة بلا شك أجمل وأشهر عمل لريغوريدو خيل دي هونتانيون، وقد بدأت أعمالها عام 1537 وانتهت في 1553. تم بناؤها من حجر جيري مأخوذ من منطقة تاماخون. وصفها بعض مؤرخي الفن بأنها "واحدة من أكثر الأمثلة انسجامًا وتناسبًا في العمارة الإسبانية في القرن السادس عشر".
تصميم الواجهة على شكل مذبح ثلاثي الأجزاء متفاوتة الارتفاع، مع بوابة ضخمة وترتيب هرمي للأعمدة. كل جزء من أجزاء الواجهة يحمل برنامجًا أيقونيًا يعبر عن مرحلة من مراحل المعرفة، حيث تُعد اللاهوت مركزها، ممثلة بالتماثيل النحتية لآباء الكنيسة (القديس أغسطين، القديس جيروم، القديس أمبروس، والقديس غريغور) داخل أربع ميداليات من عمل النحات كلوديو دي أرسينييغا، موضوعين فوق نوافذ المستوى الأول.
إلى جانب هذه الميداليات، توجد تماثيل لأطلس (دعامات على شكل رجل)، وحراس يحملون الحراب، إضافة إلى رواق علوي كبير به نوافذ، جميعها من صنع الفنان كلوديو بين 1542 و1548، مما أضفى على الواجهة طابعًا كلاسيكيًا مميزًا، رغم أن التصميم لا يتبع قواعد فيتروفيوس الكلاسيكية.
في وسط الواجهة، أعلى الباب المركزي، توجد صورة البانطوكريتور (المسيح الحاكم الكلي)، وفوقها نقش يحمل المونوجرام XPS (اختصار لكلمة "كريستوس" المسيح باللاتينية)، وتحتها منحوتة كبيرة لشعار الإمبراطور كارلوس الخامس من تصميم النحات السلماني خوان غيرا عام 1552.
داخل الشعار الإمبراطوري، بين أعمدة هرقل الرمزية وشخصيتي ملكي السلاح، توجد عبارة "PLUS ULTRA" (المزيد إلى ما وراء) محفورة داخل لوحين بخط كبير ومستوحى من الطرز الرومانية القديمة.
يُعد الشعار الإمبراطوري أهم عنصر في الجزء العلوي من واجهة كلية سان إيلدفونسو، وقد وُضع تكريمًا للرعاية التي كان يمنحها الملك كارلوس الأول للجامعة، حسب ما ورد في دستوريّات سيسنيروس التي صدرت في 22 يناير 1510.
الداخلية
الفناء الرئيسي للمدارس، المعروف أيضًا باسم فناء سانتو توماس دي فيليانوڤا، بدأ بناؤه عام 1617 بعد هدم الفناء الأصلي المبني بالطوب، وكان من تصميم خوان غوميز دي مورا، واكتمل في عام 1662 بواسطة خوسيه سوبيينا. يتكون الفناء من ثلاثة طوابق مع شريط زخرفي وسور بالوستر، ويُسمى على اسم أحد أشهر طلاب جامعة كومبلوتنسيه وأول قديس خرج من فصولها. في أعلى الفناء، توجد كلمات لاتينية تُنسب تقليديًا إلى الكاردينال سيسنيروس، قالها عندما سخر الملك فرناندو الكاثوليكي من فقر الفناء الأول:
"Et luteam olim celebra marmoream"
أي: "ما كان يُبنى من طين في الماضي، يُحتفى به اليوم من حجر."
لا يتبقى كثير من الفناء القديم للفلاسفة، الذي ذُكر بين آخرين بواسطة كيكفيدو في كتاب "البوسكون"، لأنه استُخدم في القرن التاسع عشر لأغراض صناعية بعد إغلاق الجامعة.
بعده يأتي فناء اللغات الثلاث — الذي كان تابعًا لكلية سان خيرونيمو، والتي بُنيت بين 1564 و1570 على يد بيدرو دي لا كوتيرا — يُعرف بهذا الاسم لأنه استضاف طلاب اللاتينية واليونانية والعبرية. هو فضاء مميز من عصر النهضة، مكون من مستويين، وقد فقد جزء كبير من السور البالوستر الخاص به. يقع هذا الفناء بجانب البارانفينو (قاعة الاحتفالات) وبيت ضيافة الطلاب، ويشكل الجانب الجنوبي من المبنى.
الانحطاط
بعد تنفيذ قانون مصادرة ممتلكات الكنيسة الذي قاده منديسابال ونقل جامعة ألكالا في عام 1836، تُرك المبنى مهجورًا. في عام 1846، اشترى خواكين ألكوبر المبنى في مزاد علني لاستخدامه في زراعة التوت وتربية دودة القز وبناء مصنع غزل. وبعد عام، باعه إلى خواكين كورتيس، الذي بدوره باعه في عام 1850 إلى خافيير دي كوينتو وزوجته إليسا دي رودا، اللذين نهبا المبنى.
بسبب هذه الحالة السيئة، تأسست في 12 يناير 1851 "جمعية الملاك المشاركين لمباني الجامعة السابقة" بهدف الحفاظ على التراث الفني للمبنى. للحفاظ على المباني، تم التنازل عن الأراضي والمباني الخاصة بكلية سان إيلدفونس لاستخدامها أولاً كأكاديمية للفروسية (1851-1852)، ثم كمدرسة للآباء الإسكولابيين (1861-1931)، ولاحقًا كمؤسسة تعليمية عليا (1931-1943).
لاحقًا، استُخدم المبنى كمركز لتدريب وتطوير الموظفين الحكوميين (1959-1991)، والذي أُطلق عليه من عام 1968 اسم المدرسة الوطنية للإدارة العامة (ENAP)، ومنذ عام 1977 أصبح معهد الإدارة العامة الوطني في إسبانيا (INAP). أسس هذا المعهد عام 1961 "المتحف التاريخي للإدارة الإسبانية" (MHA)، وكانت إيزابيل دي سيبالوس-إسكاليرا إي كونتريراس مديرة له حتى عام 1989. وحتى الآن، لا يزال معهد INAP يحتفظ بمقر له في الطابق الثالث من هذا المبنى التاريخي.
رئاسة جامعة ألكالا
في الوقت الحاضر، يعتبر المبنى مقر رئاسة جامعة ألكالا.
في عام 1998، تم إعلان المبنى جزءًا من جامعة ألكالا والحي التاريخي لمدينة ألكالا دي هيناريس موقعًا للتراث العالمي من قبل اليونسكو.
أعضاء كلية سان إيلدفونس الرئيسية
كان أعضاء كلية سان إيلدفونس ينتمون إلى عدة فئات:
33 طالبًا أو من يستفيدون من المنح الدراسية: كانوا طلابًا فقراء يحصلون على منح، كما شغلوا المناصب الرئيسية في الجامعة مثل رئيس الجامعة (الراكتور) وأعضاء المجلس الاستشاري (الكونسيلياريوس).
12 كاهنًا: كانوا من رجال الدين العلمانيين ويعيشون مجانًا (3 كبار و9 صغار).
الطلاب الأغنياء ("بورثيونيس"): كانوا يدفعون تكاليف إقامتهم في الكلية.
13 خادمًا (كاماتريستاس): كانوا يتقاضون راتبًا ضئيلًا يبلغ 10 فلورينات سنويًا.
الأعضاء المساعدين (السوسيوس).
12 خادمًا أو موظفًا: منهم 1 مسؤول عن المؤن (ديسبينسيرو صغير)، و1 طباخ، و10 مكرسون لأعمال النظافة والعناية بالطلاب والكهنة والطلاب الأغنياء.
13 طالبًا فقيرًا في الفنون: كانوا يتغذون على بقايا الطعام في قاعة الطعام وعلى قطعة خبز صغيرة.
الزي الرسمي
كان الطلاب يرتدون قبعة سوداء، ورداء بلون القرفة، ووشاح بنفس اللون مع شريط زخرفي.
أعضاء بارزون
سانتو تومás دي فييانويفا (1486-1555): واعظ وكاتب وراهب أوجيهستي.
بيدرو دي لا غاسكا (1493–1567): كاهن وسياسي ودبلوماسي وعسكري.
فلوريان دي أوكامبو (حوالي 1499-حوالي 1558): مؤرخ وكاتب للسيرة الذاتية لملك كارلوس الأول.
غارسيا لوaysa إي جيرون (1534-1599): رئيس أساقفة طليطلة.
فرانسيسكو مارتينيز دي سينييرو (تاريخ غير معروف-1617): أسقف جزر الكناري، قرطاجنة وخاين.
غاسبار خوسيه فاثكيث تابليادا (1688-1749): أسقف أوفييدو وحاكم مجلس قشتالة.
أنطونيو ياكوبو ديل باركو (1716-1784): كاهن وعالم.
توماس دي لورينزانا (1728-1796): أسقف جيرونا.
رافائيل توماس مينينديز دي لواركا (1743-1819): أسقف سانتاندر.
غاسبار ميلتشور دي جوفيانوس (1744–1811): كاتب وقانوني وسياسي من عصر التنوير.
فرانسيسكو خافيير مارتينيز مارينا (1754-1833): قانوني، مؤرخ القانون، لغوي وكاهن.
كلية سان إيلدفونس الرئيسية حكمت جامعة ألكالا طوال تاريخها، حيث كان يُنتخب من بين طلابها رئيس الجامعة (الراكتور)، وأعضاء المجلس الاستشاري (الكونسيلياريوس)، وأمين الصندوق، وباقي مناصب الحكم. وكان على الكليات الصغرى أن تقبل وتلتزم بقرارات رئيس كلية سان إيلدفونس الرئيسية.
في مبناها كانت تُعطى الدروس باللغة اللاتينية في مواد مثل اللاهوت، القانون الكنسي، الفلسفة، الطب، والقانون المدني. وكانت تحتوي على المكتبة الرئيسية، وتُجرى فيها الامتحانات والفعاليات الرسمية للجامعة. وفي كنيستها كان تُقام معظم المناسبات الدينية المؤسسية.
في عام 1914 تم إعلان واجهة المبنى وأول جناح له نصبًا وطنيًا، برمز RI-51-0000132.
وفي عام 1998 أدرجت اليونسكو الحرم الجامعي والتاريخي لمدينة ألكالا دي هيناريس ضمن مواقع التراث العالمي.
وفي عام 2019 تم تصنيف "الكتلة التأسيسية السيزنيارية لجامعة ألكالا" كـ «موقع ذي اهتمام ثقافي» في فئة النصب، نظرًا لقيمته التاريخية والمعمارية والفنية الكبيرة، ويشمل هذا التصنيف كلية سان إيلدفونس الرئيسية وأعمالها الفنية.
تم افتتاح متحف لويس غونزاليس روبليس في أكتوبر عام 2004، استنادًا إلى الإرث الذي تبرع به لويس غونزاليس روبليس لجامعة ألكالا.
يعرض المتحف معارض من الرسم والنحت والأعمال الفنية الجرافيكية لفنانين معاصرين، يشمل ذلك الفن التجريدي والفن التصويري.
تضم مجموعة المتحف حوالي ألفي عمل فني، وأكثر من ثلاثة آلاف نسخة في مكتبة المتحف.
يقع المتحف في المكتبة القديمة لكلية سان إيلدفونس الرئيسية، في الطابق الأول من مبنى رئاسة الجامعة الحالي.
1. ↑  Wiki Loves Monuments monuments database، 13 نوفمبر 2017، QID:Q28563569